# Аврам Драгојловић
Аврам Ђ. Драгојловић (околина Студенице, 9. фебруар 1863 — Прокупље, 1944) био је српски пуковник и најпознатији ратник у Топлици. Двоструки је носилац Карађорђеве звезде са мачевима.

## Биографија
Несумњиво је најпознатији ратник у Топлици. Само 118 српских официра одликовано је Карађорђевом звездом са мачевима трећег реда. Један од њих је и пуковник Драгојловић. Рођен је 9. фебруара 1863. године у околини Студенице, одакле су његови доселили у Топлицу, тачније село Плочник. У војску је ступио 1884. године и непрекидно остао у њој до пензионисања 1924. године. До ратова је био официр у пуковској оркужној команди у Прокупљу а у балканским ратовима командовао је батаљоном у 2. пеш. пуку 2. позива Моравске дивизије и истакао се на Облакову у бици на Битољ 1912. године, када је и теже рањен. Када је 1912. Србија прогласила мобилизацију за коначно ослобођење од турског ропства, Драгојловић је са својим сарадницима у Окружној команди успео да за само четири дана формира у Прокупљу чак четири пука са око 20.000 војника, да их све спреми и пошаље на фронт, што до тада није забележено ни у једној војсци у Европи. У Првом светском рату командовао је 2. прекобројним пуком а после повлачења преко Албаније, поред осталих дужности при Врховној команди био је човек од посебног поверења, командант места у Солуну. Поред две Карађорђеве звезде III и IV реда, био је одликован бројним другим одликовањима.
Његов син Драгојло, као скојевац прокупачке гимназије, био је ухапшен 1942. године и интерниран у Норвешку где је убијен у концентрационом логору. Његова кћи Надежда Шпадијер, професорка прокупачке гимназије, хапшена је од стране Специјалне полиције као истакнути антифашиста.
Аврам је живео у Прокупљу до смрти 1944. године.